# Aubergenville
Aubergville er en kommune med 12134 Indbyggere (1. Januar 2008) i departmentet Yvelines i regionen Île-de-France ved Seine. Den ligger 41 km vestligt fra Paris og 13 km østligt fra Mantes-la-Jolie. 